# Kaltes Land
Kaltes Land ist ein Spielfilm der neuseeländischen Regisseurin Niki Caro aus dem Jahr 2005. Das Drama basiert auf dem Buch Class Action von Clara Bingham und Laura Leedy Gansler und wurde u. a. von Warner Bros. produziert. Der Film kam am 23. Februar 2006 in die deutschen Kinos. Zu dem Originaltitel North Country wurde Niki Caro durch den Song Girl from the North Country von Bob Dylan inspiriert. Insgesamt begleiten sechs Dylan-Lieder das Filmgeschehen, darunter ein neuer Song aus 2005: Tell Ol' Bill.

## Handlung
Die USA im Jahr 1989: Josey Aimes flüchtet mit ihren Kindern vor den Misshandlungen ihres Ehemannes Sean und kehrt in ihre Heimatstadt im Norden Minnesotas zurück. Im Hause ihrer Eltern wird sie mit wenig Sympathie empfangen. Während sich Mutter Alice über die Heimkehr der Tochter und der zwei Enkelkinder Sammy und Karen freut und der Arbeitslosigkeit ihres Schwiegersohnes die Schuld am Scheitern der Ehe gibt, verschließt Joseys Vater die Augen vor der Wahrheit. Hank Aimes hält es für wahrscheinlicher, dass seine attraktive Tochter, deren Kinder von zwei verschiedenen Vätern stammen, ihren Ehemann betrogen hat. Als alleinerziehende Mutter von zwei Kindern nimmt Josey bald einen Job als Friseurin an, um Geld für ein eigenes Heim zu sparen. Doch die Bezahlung im Friseursalon liegt unter ihren Erwartungen, während man in den örtlichen Eisenminen sechsmal so viel verdienen kann. Angespornt durch ihre alte Freundin Glory, eine der wenigen Frauen, die sich ihren Lebensunterhalt in den Minen verdienen, entschließt sich Josey dazu, in die Fußstapfen ihres Vaters zu treten; sie bekommt ebenfalls Arbeit in einem Bergbauunternehmen in der Mesabi Iron Range (im Film: Pearson Taconite & Steel).
Josey ist bald eine von denen, die täglich das aus dem Felsen freigesprengte Eisenerz abtransportieren müssen. Die Arbeit ist hart, doch die Bezahlung ist gut und die Freundschaften, die man in den Minen schließt, binden Familien und Nachbarschaften aneinander. Doch die Arbeit in den Eisenminen ist lange Zeit von Männern dominiert worden, die in Zeiten von hoher Arbeitslosigkeit nicht klaglos hinnehmen wollen, dass Frauen mit ihnen um knapp gewordene Arbeitsplätze konkurrieren. Josey hat sich auf die ermüdende und meist auch gefährliche Arbeit eingestellt, doch den täglichen Schikanen und sexuellen Belästigungen der männlichen Arbeitskollegen standzuhalten, stellt eine noch viel größere Herausforderung dar. Vor allem Joseys ehemaliger Schulfreund Bobby hat es auf die junge Frau abgesehen. Die Wände der Frauenumkleidekabine werden mit herabwürdigenden Parolen aus Exkrementen beschmiert. Als sich Josey gegen die ungerechte Behandlung wehrt, trifft sie auf eine Mauer des Schweigens, die ihre weiblichen Arbeitskolleginnen ebenso nicht zu durchbrechen wagen wie Joseys Vater, der meint, sie würde durch ihr Verhalten alles nur noch schlimmer machen. Auch Joseys Beschwerde bei ihrem Arbeitgeber hat nicht den gewünschten Erfolg, sie wird ignoriert.
Die Situation eskaliert, als Bobby versucht, Josey während der Arbeit zu vergewaltigen. Sie wendet sich an den lokalen Anwalt Bill White, einen ehemaligen Eishockey-Champion, der in der möglichen Klage einen Präzedenzfall erkennt. Beide überzeugen einen Richter, Josey anzuhören, und finden weitere Frauen und Männer, die bereit sind, wegen der menschenunwürdigen Arbeitsatmosphäre in den Minen vor Gericht zu klagen. Der Fall entwickelt sich in den USA zum ersten erfolgreichen Prozess wegen sexueller Belästigung.

## Entstehungsgeschichte

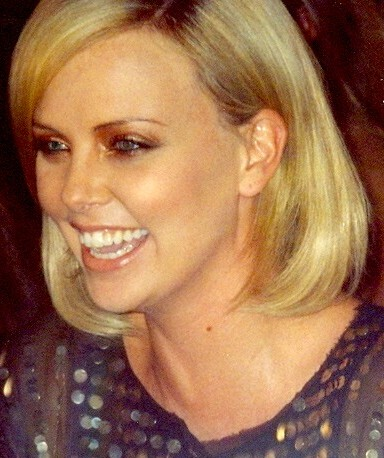
Charlize Theron 2005 bei der Premiere von Kaltes Land auf dem Toronto Film Festival

Der Film basiert lose auf dem Buch Class Action von Clara Bingham und Laura Leedy Gansler, das den Fall Lois E. Jenson gegen Eveleth Taconite Co schildert. Die alleinerziehende Mutter Lois Jenson, die in der EVTAC-Mine in Eveleth, Minnesota angestellt war, schrieb 1984 eine Beschwerde an das Minnesota Human Rights Department, in der sie über Erfahrungen mit sexueller Belästigung und Demütigungen ihrer männlichen Arbeitskollegen berichtete, nachdem die US-Regierung zehn Jahre zuvor die Stahl-Konzerne gezwungen hatte, 20 Prozent ihrer Arbeitsplätze für Frauen und Minderheitengruppen zur Verfügung zu stellen.
Nach Bewertung des Falles wurden Lois Jenson 11.000 US-Dollar Entschädigung zugesprochen, die ihr Arbeitgeber, die Eveleth Taconite Co., zahlen sollte. Doch das Unternehmen verweigerte die Zahlung und erst nach 14 Jahren landete der Fall Lois E. Jenson gegen Eveleth Taconite Co, dem sich noch zwei weitere Klägerinnen anschlossen, vor einem US-amerikanischen Gericht, das zu Gunsten der Kläger entschied und das Unternehmen rügte, das Fehlverhalten der männlichen Arbeitnehmer nicht unterbunden zu haben. Der Fall war der erste Prozess in den USA, der sich des Themas der sexuellen Belästigung am Arbeitsplatz annahm. Im weiteren Verlauf wurde den Klägerinnen 1998 eine Summe von 3,5 Mio. US-Dollar zugesprochen, während die langjährigen Prozesskosten dem Unternehmen Eveleth einen Verlust von 15 Mio. US-Dollar bescherten.
Obwohl die Namen in Niki Caros Film geändert wurden, basieren viele der in Kaltes Land vorkommenden Figuren auf real existierenden Personen. Die Dreharbeiten fanden vom 14. Februar bis 13. Mai 2005 statt. Gedreht wurde in den US-Bundesstaaten New Mexico und Minnesota, u. a. auch an Originalschauplätzen in Eveleth, in dem sich der Fall Lois Jenson zutrug.

## Rezeption
Niki Caros Drama feierte am 12. September 2005 auf dem Toronto Film Festival Premiere. Nach einer weiteren Vorführung auf dem Filmfestival in Chicago startete der Film zwölf Tage später, am 21. Oktober 2005, offiziell in den US-Kinos. Kaltes Land spielte am Eröffnungswochenende 6,4 Mio. US-Dollar ein und belegte damit Platz 5 der US-Kinocharts.
Kritiker hoben vor allem die schauspielerische Leistung von Charlize Theron heraus und verglichen den Film mit Werken wie Norma Rae (1978) mit Sally Field oder Mike Nichols’ Silkwood (1983) mit Meryl Streep oder Steven Soderberghs Erin Brockovich (2000) mit Julia Roberts.

## Kritiken
„Einer der kraftvollsten Filme des Jahres.“

„Außergewöhnliche Regiearbeit.“

„Einfühlsam und nachdenklich stimmend. Ein unglaublicher Film.“

„Inspirierend, ehrlich, unfehlbare Schauspielkunst, echt vom Herzen kommend und ganz und gar wundervoll. Ein Film, der von Größe zeugt.“

„Kraftvoll und ergreifend. Niki Caros zweiter Film ist in jedweder Weise perfekt.“

„… die Regisseurin Niki Caro ließ die Geschichte Kameramann Chris Menges in kältestarrende Bilder setzen … Das Eintreten gegen Unrecht und der Appell zur Solidarität würden dem Film zwar Respekt einbringen, aber keine Sympathie. Dafür sorgt das exzellente Schauspiel-Ensemble, in dem auch kleinere Parts durch Sean Bean, Michelle Monaghan und den erst 14-jährigen Thomas Curtis als Joseys Sohn schlüssig besetzt sind.“

„Die Handlung gewinnt durch die realistische Atmosphäre Glaubwürdigkeit, leidet aber an der Uniformität der Figuren und dem sentimentalen Ende.“

## Auszeichnungen
Für den Golden Globe und dessen Gegenveranstaltung, den Satellite Award, wurden Charlize Theron und Frances McDormand als beste Darstellerinnen nominiert. In denselben Kategorien erhielten Theron und McDormand Nominierungen bei den British Academy Film Awards, den Screen Actors Guild Awards und der 78. Oscar-Verleihung, die am 5. März 2006 stattfand. Hier mussten sich Theron und McDormand Reese Witherspoon (Walk the Line) bzw. Rachel Weisz (Der ewige Gärtner) geschlagen geben.
Oscar 2006
- nominiert in den Kategorien
  - Beste Hauptdarstellerin (Charlize Theron)
  - Beste Nebendarstellerin (Frances McDormand)

British Academy Film Awards 2006
- nominiert in den Kategorien
  - Beste Hauptdarstellerin (Charlize Theron)
  - Beste Nebendarstellerin (Frances McDormand)

Golden Globe Awards 2006
- nominiert in den Kategorien
  - Beste Hauptdarstellerin – Drama (Charlize Theron)
  - Beste Nebendarstellerin (Frances McDormand)

Satellite Awards 2005
- nominiert in den Kategorien
  - Beste Hauptdarstellerin – Drama (Charlize Theron)
  - Beste Nebendarstellerin – Drama (Frances McDormand)

Screen Actors Guild Awards 2006
- nominiert in den Kategorien
  - Beste Hauptdarstellerin (Charlize Theron)
  - Beste Nebendarstellerin (Frances McDormand)

weitere Preise:
- Critics’ Choice Movie Award, Nominierung für Charlize Theron (Beste Hauptdarstellerin)
- Dallas-Fort Worth Film Critics Association Award, Nominierung für Charlize Theron (Beste Hauptdarstellerin)
- St. Louis Gateway Film Critics Association Awards, Nominierung für Charlize Theron (Beste Hauptdarstellerin)
- Vancouver Film Critics Circle Awards, Nominierung für Charlize Theron (Beste Hauptdarstellerin)
- Washington D.C. Area Film Critics Association Award, Nominierung für Charlize Theron (Beste Hauptdarstellerin)
- Women Film Critics Circle Awards, Bestes weibliches Bild in einem Film (Charlize Theron)
- Women Film Critics Circle Awards, Beste Hauptdarstellerin (Charlize Theron)

Die Deutsche Film- und Medienbewertung FBW in Wiesbaden verlieh dem Film das Prädikat besonders wertvoll.